# Harry Bradshaw
Harry Bradshaw (Delgany, Wicklow, 9 oktober 1913 – 1990) was een Ierse professioneel golfer.

## Loopbaan
Bradshaw won onder andere tien keer het PGA-kampioenschap in Ierland, voor het laatst in 1957. Christy O'Connor sr. won het in 1958 en daarna nog negen keer. Beide heren delen het record van tien overwinningen.
In 1941 won hij de tweede editie van de Willie Nolan Memorial. Dit toernooi werd gestart het jaar nadat Willie Nolan overleed. Ook dit toernooi won Bradshaw een record van tien keer. 
In 1949 speelde hij het Brits Open. Tijdens de tweede ronde kwam zijn bal terecht tegen een kapot bierflesje. Hoewel hij dit niet hoefde, verkoos hij om de bal te spelen zoals hij lag, maar het heeft hem achteraf een slag gekost, want de bal kwam nauwelijks vooruit. Aan het eind van het toernooi eindigde hij met Bobby Locke op de eerste plaats met een score van 283. In die tijd bestond een play-off van het Brits Open altijd uit 18 holes. Toen de twee spelers weer gelijk stonden, moesten er nog 18 holes gespeeld worden. Bradshaw maakte 147 en verloor van Locke die 135 maakte.
In 1953 speelde hij op Wentworth voor het eerst in de Ryder Cup. Hij versloeg Fred Haas in de singles, en met Fred Daly versloeg hij Walter Burkemo en Cary Middlecoff. In 1955 verloor hij zijn single van Jack Burke, en met Dai Rees van Middlecoff en Sam Snead. In 1957 speelde hij alleen de singles, waarbij hij gelijk speelde tegen Dick Mayer.
In 1958 won hij samen met Christy O'Connor sr. de Canada Cup in Mexico.
Harry's vader was Ned Bradshaw, ook een golfprofessional. Zijn drie broers Jimmy, Eddie en Hughie werden ook professional. Zij waren lid van de Delgany Golf Club. Later werd Harry pro op de Portmarnock Golf Club Links, waar hij veertig jaar werkte.

## Gewonnen
- 1941: PGA Kampioenschap van Ierland, Willie Nolan Memorial
- 1942: PGA Kampioenschap van Ierland, Willie Nolan Memorial
- 1943: PGA Kampioenschap van Ierland, Willie Nolan Memorial
- 1944: PGA Kampioenschap van Ierland, Willie Nolan Memorial
- 1947: PGA Kampioenschap van Ierland, Iers Open
- 1948: Willie Nolan Memorial
- 1949: Iers Open
- 1950: PGA Kampioenschap van Ierland, Willie Nolan Memorial
- 1951: PGA Kampioenschap van Ierland, Willie Nolan Memorial
- 1952: Willie Nolan Memorial
- 1953: PGA Kampioenschap van Ierland, British Masters
- 1954: Willie Nolan Memorial
- 1955: PGA Kampioenschap van Ierland, British Masters
- 1956: Willie Nolan Memorial
- 1957: PGA Kampioenschap van Ierland
- 1958: PGA Kampioenschap van Groot-Brittannië

De lijst is waarschijnlijk onvolledig.

## Teams
- Ryder Cup: 1953, 1955 en 1957 (winnaars)
- Canada Cup: 1958 (winnaars)